# VII Międzynarodowe Klubowe Zawody Spadochronowe Gliwice 1983
VII Międzynarodowe Klubowe Zawody Spadochronowe Gliwice 1983 – odbyły się 12–22 maja 1983. Gospodarzem Mistrzostw był Aeroklub Gliwicki, a organizatorem Sekcja Spadochronowa Aeroklubu Gliwickiego. Otwarcia Mistrzostw dokonał Janusz Krajewski, prezydent miasta Gliwice. Patronat nad Mistrzostwami sprawowało Towarzystwo Miłośników Ziemi Gliwickiej. Do dyspozycji skoczków był samolot An-2TD SP-ANW oraz śmigłowiec Mi-2.

## Rozegrane kategorie
Zawody rozegrano w czterech kategoriach spadochronowych:
- Indywidualna celność lądowania – skoki z wys. 1000 m, opóźnienie 0–5 sekund
- Akrobacja zespołowa Relativ – skoki zespołowe z zejściem się w czasie opadania z zamkniętym spadochronem 3. skoczków w powietrzu. Skok wykonywany z wysokości 2500 m, opóźnienie 35 sekund
- Drużynowa celność lądowania
- Ogólna.

## Kierownictwo Mistrzostw
- Kierownik Sportowy: Andrzej Grabania (Gliwice).

Źródło :

## Uczestnicy zawodów
Uczestników VII Międzynarodowych Klubowych Zawodów Spadochronowych Gliwice 1983 podano za: Jan Isielenis, Archiwum Sekcji Spadochronowej Aeroklubu Gliwickiego, 1983. Brak numerów stron w książce

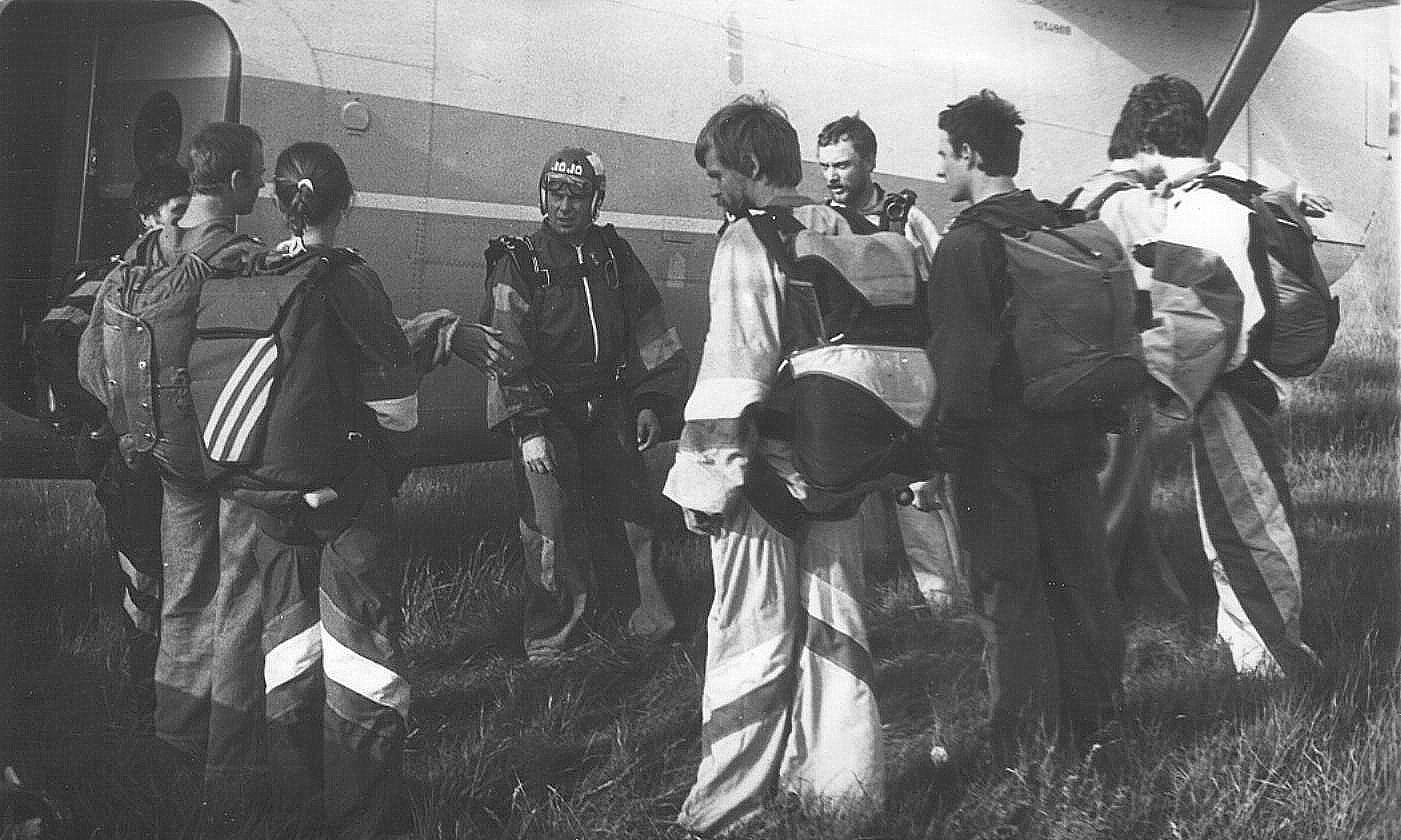
Drużyna niemieckiego AERO-CLUB z Lubeki: Wande, Kaufman, Barndt, Rünhardt, Jöger i Zong. Po skończonych zawodach przymiarka do wielkiej „kupy”

W zawodach brało udział 24 zawodników z aeroklubów klubów krajowych  Polska i zespół z Lubeki  Niemcy. Aeroklub Gliwicki jako gospodarz wystawił 3 zespoły.

1. Roman Łapucki
2. Marian Rapacz
3. Witold Sas
4. Dariusz Szpak
5. Wende
6. Kaufman
7. Joachim Zang
8. Marek Boryczka
9. Berndt
10. Reinhard
11. Jäger
12. Witold Lewandowski
13. Roman Grudziński
14. Marcin Wilk
15. Jan Strzałkowski
16. Mariusz Bieniek
17. Jan Isielenis
18. Krzysztof Filus
19. Wojciech Broński
20. Gieszcz
21. Stanisław Gruszka
22. Smaża
23. Marcin Willner...

## Medaliści
Medalistów VII Międzynarodowych Klubowych Zawodów Spadochronowych Gliwice 1983 podano za: Jan Isielenis, Archiwum Sekcji Spadochronowej Aeroklubu Gliwickiego, 1983. Brak numerów stron w książce
| Konkurencja           | Złoto           | Srebro           | Brąz                 |
| Indywidualnie celność | Roman Łapucki   | Krzysztof Filus  | Joachim Zang         |
| Akrobacja zespołowa   | Aeroklub Śląski | Aero–Club Lubeka | Aeroklub Gliwicki I  |
| Drużynowo celność     | Brak danych     | Brak danych      | Aeroklub Gliwicki II |
| Ogóla                 | Brak danych     | Brak danych      | Aeroklub Gliwicki I  |

## Wyniki zawodów
Wyniki VII Międzynarodowych Klubowych Zawodów Spadochronowych Gliwice 1983 podano za: Jan Isielenis, Archiwum Sekcji Spadochronowej Aeroklubu Gliwickiego, 1983. Brak numerów stron w książce

### Klasyfikacja indywidualna (celność lądowania – spadochronyklasyczne)

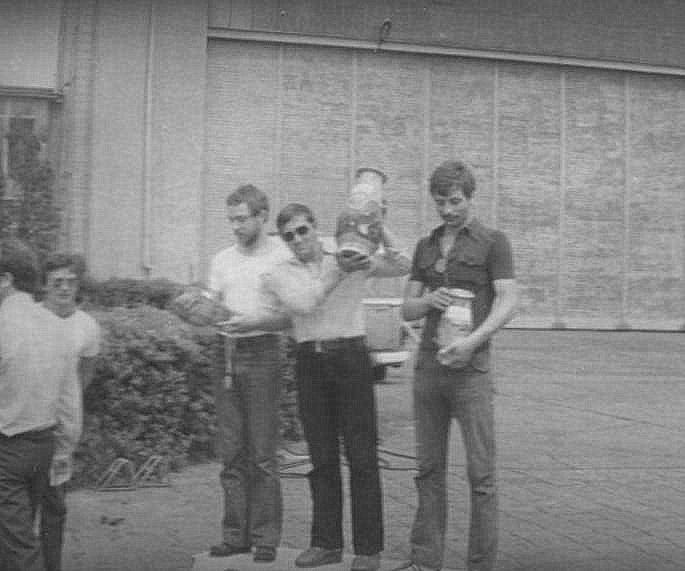
Zwycięzcy w klasyfikacji: indywidualnie celność lądowania

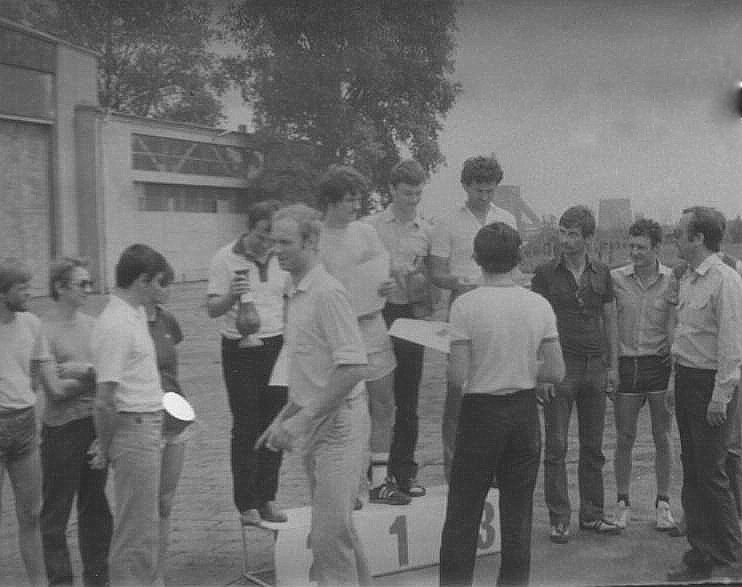
Rozdanie nagród w klasyfikacji: Relativ

| Miejsce | Imię i nazwisko    | Drużyna                  |
| 1.      | Roman Łapucki      | Aeroklub Bielsko-Bialski |
| 2.      | Krzysztof Filus    | Aeroklub Śląski          |
| 3.      | Joachim Zang       | Aero–Club Lubeka         |
| 5.      | Roman Grudziński   | Aeroklub Gliwicki II     |
| 6.      | Jan Isielenis      | Aeroklub Gliwicki I      |
| 10.     | Marcin Wilk        | Aeroklub Gliwicki II     |
| 12.     | Mariusz Bieniek    | Aeroklub Gliwicki I      |
| 16.     | Jan Strzałkowski   | Aeroklub Gliwicki I      |
| 18.     | Witold Lewandowski | Aeroklub Gliwicki II     |
| 19.     | Marcin Willner     | Aeroklub Gliwicki III    |
| 21.     | Marek Boryczka     | Aeroklub Gliwicki III    |
| 22.     | Dariusz Szpak      | Aeroklub Gliwicki III    |

### Klasyfikacja akrobacja zespołowa (Relativ – spadochronyklasyczne)
| Miejsce | Drużyna                     |
| ------- | --------------------------- |
| 1.      | Polska Aeroklub Śląski      |
| 2.      | Niemcy Aeroklub Lubeka      |
| 3.      | Polska Aeroklub Gliwicki I  |
| 4.      | Polska Aeroklub Gliwicki II |

### Klasyfikacja drużynowa (celność lądowania – spadochronyklasyczne)

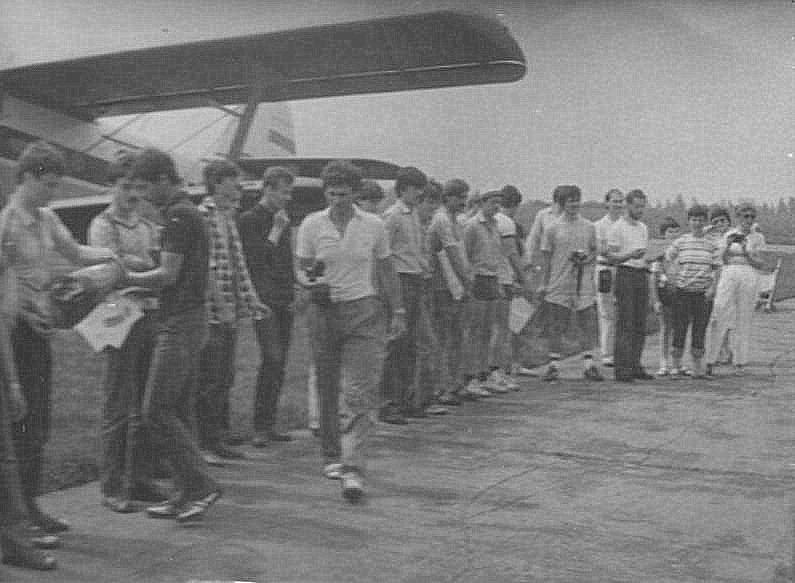
Uczestnicy zawodów po wręczeniu nagród

| Miejsce | Drużyna                      |
| ------- | ---------------------------- |
| 1.      | Brak danych                  |
| 2.      | Brak danych                  |
| 3.      | Polska Aeroklub Gliwicki II  |
| 6.      | Polska Aeroklub Gliwicki I   |
| 7.      | Polska Aeroklub Gliwicki III |

### Klasyfikacja ogólna (spadochronyklasyczne)
| Miejsce | Drużyna                      |
| ------- | ---------------------------- |
| 1.      | Brak danych                  |
| 2.      | Brak danych                  |
| 3.      | Polska Aeroklub Gliwicki I   |
| 4.      | Polska Aeroklub Gliwicki II  |
| 8.      | Polska Aeroklub Gliwicki III |